# Leftéris Bochorídis
Elefthérios « Leftéris » Bochorídis (grec moderne : Ελευθέριος «Λευτέρης» Μποχωρίδης), né le 18 avril 1994 à Thessalonique en Grèce, est un joueur grec de basket-ball. Il évolue aux postes de meneur et d'arrière.

## Biographie
Au mois de juillet 2020, il retourne au Panathinaïkos pour une saison. En juillet 2021, il prolonge pour une saison au Panathinaïkos, puis pour une nouvelle saison en août 2022.

## Palmarès
- Champion de Grèce 2017, 2021
- Coupe de Grèce 2015, 2016, 2017, 2021